# Cardoso Moreira
Cardoso Moreira é um município da Mesorregião do Norte Fluminense, no estado do Rio de Janeiro, no Brasil. Fundado com Cachoeiras do Muriahé, alterou o seu nome em homenagem a José Cardoso Moreira, empresário e dono da fazenda Santa Helena, no local aonde hoje é a cidade de Cardoso Moreira.

## Esportes
Em 2008, o Cardoso Moreira, time de futebol da cidade, com menos de cinco anos de profissionalização, disputou a primeira divisão do Campeonato Estadual de Futebol pela primeira vez.